# مدرسة عروى التراثية
مدرسة عروى التراثية مدرسة تراثيّة سعوديّة، تقع بمحافظة الدوادمي.

## الموقع
تقع في مركز عروى التابع لمحافظة الدوادمي وتبعد عنها قرابة 99كم وعن العاصمة الرياض حوالي 330 كلم.

## التاريخ
تعتبر من أوائل المدارس التي انتشرت بعد توحيد المملكة العربية السعودية وما رافقه من إهتمام بالتعليم في عهد الملك عبد العزيز. وكان يُدرّس فيها مبادئ القراءة والكتابة والحساب والعلوم الدينية وغيرها.

## البناء
تتخذ المدرسة المسقط المربع في شكلها الذي يصل طول ضلعه إلى 36 متراً تقريباً، وتلتف الفصول الدراسية والغرف الإدارية حول فناء مكشوف مربع الشكل، ويتقدم الفصول - التي تتخذ الشكل المستطيل - رواقاً مسقوفاً محمولاً على أعمدة أسطوانية تتميز بإرتفاعها ورشاقتها، وهذا الرواق يؤمّن مظلة تقي الطلاب حرارة الشمس صيفاً، وسقوط الأمطار شتاءً. تم استخدام مواد البناء التقليدية في إنشاء المدرسة، حيث أستخدم الطين الممزوج بالتبن على شكل قطع مستطيلة منتظمة تدعى اللبن، حيث يتم صبها بقوالب خشبية مفتوحة من الإتجاهين، وتترك حتى تجف، ثم يتم بناء الجدران على شكل مداميك متتالية حتى الحصول على الإرتفاع المناسب، ثم تتم تغطيتها بطبقة من الجص الأبيض من الداخل وبطبقة من الطين في الخارج، ويتم التأسيس على قواعد من الحجر الذي يستخدم في تشييد الأعمدة من قطع أسطوانية مسطحة تغطى بالجص. أما الأسقف فقد تم استخدام مرابيع مستوردة من الخشب مع ألواح منتظمة، وهذا الأسلوب يُعد خروجاً عن الطريقة التقليدية باستخدام جذوع الأشجار، وهذه الطريقة تم إستخدامها في مراحل زمنية أحدث.

### مكونات الموقع
- أساسات من الحجر.
- الأسقف خشبية مصنوعة من خشب الاثل مغطى بسعق النخيل ويعلوه طبقة من خليط الطين والتبن.
- المباني مبنية في صورة مداميك مغطاة بطبقة من لياسة خارجية من خليط الطين التبن.
- فتحات الشبابيك مستطيلة الشكل صغيرة ومرتفعة.
- تعلو فتحات الشبابيك والأبواب أعتاب خشبية تحمل بقية الحائط أعلاه.
- المباني من طابق واحد بارتفاع قراب 4م.
- المبنى على شكل مربع يحتوي على فراغ داخلي كبير يمثل فناء المدرسة إلى جانب وجود ممرات مغطاة محيطة بالفناء من جميع الاتجاهات.[1]